# Jacob Roggeveen

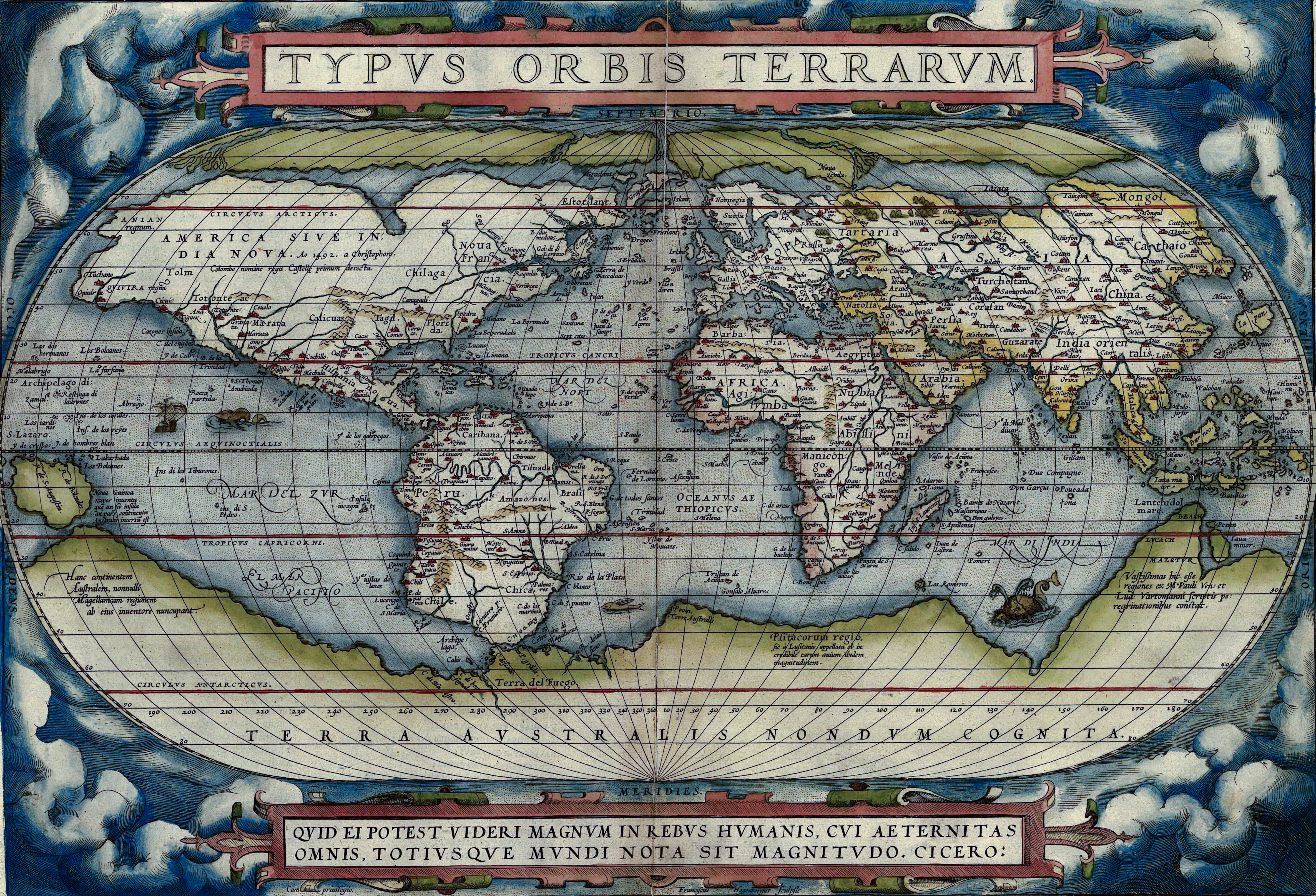
Världen 1570.

Jacob Roggeveen, född 1 februari 1659 i Middelburg, Nederländerna, död 31 januari 1729 i Middelburg, var en nederländsk sjöfarare och upptäcktsresande. Bland annat upptäckte han Påskön.

## Biografi

### Tidiga år
Roggeveen var son till matematikern Arend Roggeveen. Han tog examen som juris doktor och reste senare till Sydostasien 1703, där han 1707 blev medlem (Raadsheer van Justitie) i högsta domstolen i Batavia (nuvarande Jakarta) i Nederländska Ostindien. 1715 återvände han till Middelburg, där han försökte uppbringa medel för en upptäcktsfärd att finna Terra Australis efter sin fars teorier. 1721 fick han slutligen medel av West-Indische Compagnie - WIC (Nederländska västindiska kompaniet).

### Expeditionen till Stilla havet

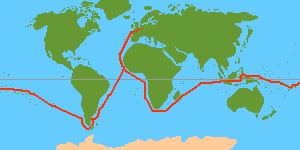
Roggeveens resa

Roggeveen lämnade Amsterdam den 1 augusti 1721 med en konvoj om tre fartyg, "Arend", "Thienhoven" och "Afrikaansche Galey" och 260 man.
Expeditionen korsade Atlanten mot Falklandsöarna, rundade Kap Horn och nådde så Stilla havet. Roggeveen besökte Juan Fernández-öarna och upptäckte på påskdagen den 5 april 1722 Rapa Nui som han döpte till Påskön (han rapporterade då att han såg 2 000–3 000 invånare). Därefter seglade Roggeveen vidare till Tuamotuöarna, där "Afrikaansche Galey" förliste. Via Sällskapsöarna styrde han sedan mot Nya Guinea och upptäckte en rad öar bland Samoaöarna, däribland Tutuila och Upolu, och nådde Batavia den 10 december 1722.
Vid ankomsten till Batavia blev Roggeveen arresterad och fartygen beslagtagna för brott mot Vereenigde Oostindische Compagnie – VOC (Nederländska ostindiska kompaniet) handelsmonopol i området. Efter en rättegång blev Roggeveen frikänd och kompenserad och 1723 återvände han med återstoden av sitt manskap till Nederländerna.

## Eftermäle
Roggeveen skildrade världsomseglingen i sina dagböcker som senare återfanns i Middelburg och utgavs postumt 1770 av Alexander Dalrymple i London.